# Celaru, Dolj
Celaru este satul de reședință al comunei cu același nume din județul Dolj, Oltenia, România.